# Horst Antes
Horst Antes, född 28 oktober 1936, är en tysk målare, grafiker, skulptör och keramiker.
Antes utbildades vid konstakademin Karlsruhe 1957-59. Han inspirerades av den tyska expressionismen och blev under slutet av 1950-talet en av tidigaste och mest betydande företrädarna för den nyfigurativa konsten under denna period. Ett återkommande motiv i Antes konst är en dvärgliknande figur utan bål, avbildad i profil såsom inom egyptiskt måleri.